# SN 2004fi
SN 2004fi – supernowa typu Ia odkryta 9 października 2004 roku w galaktyce A232945-0854. W momencie odkrycia miała maksymalną jasność 21,50m.